# Phthorima picta
Phthorima picta är en stekelart som först beskrevs av Heinrich Habermehl 1925.
Phthorima picta ingår i släktet Phthorima och familjen brokparasitsteklar. Inga underarter finns listade i Catalogue of Life.